# Ota Janeček
Pour les articles homonymes, voir Janeček.
Ota Janeček (né le 15 août 1919 à Pardubice – mort le 1er juillet 1996 à Prague) est un peintre, sculpteur et graphiste tchèque.